# Tomeosphaerium lobatum
Tomeosphaerium lobatum är en mångfotingart som beskrevs av Karl Wilhelm Verhoeff 1941. Tomeosphaerium lobatum ingår i släktet Tomeosphaerium och familjen kuldubbelfotingar. Inga underarter finns listade i Catalogue of Life.